# William Crockford
William Crockford (1776-1844) est un joueur professionnel et un homme d’affaires anglais ayant été en son temps l’un des hommes les plus riches d’Angleterre.

## Biographie

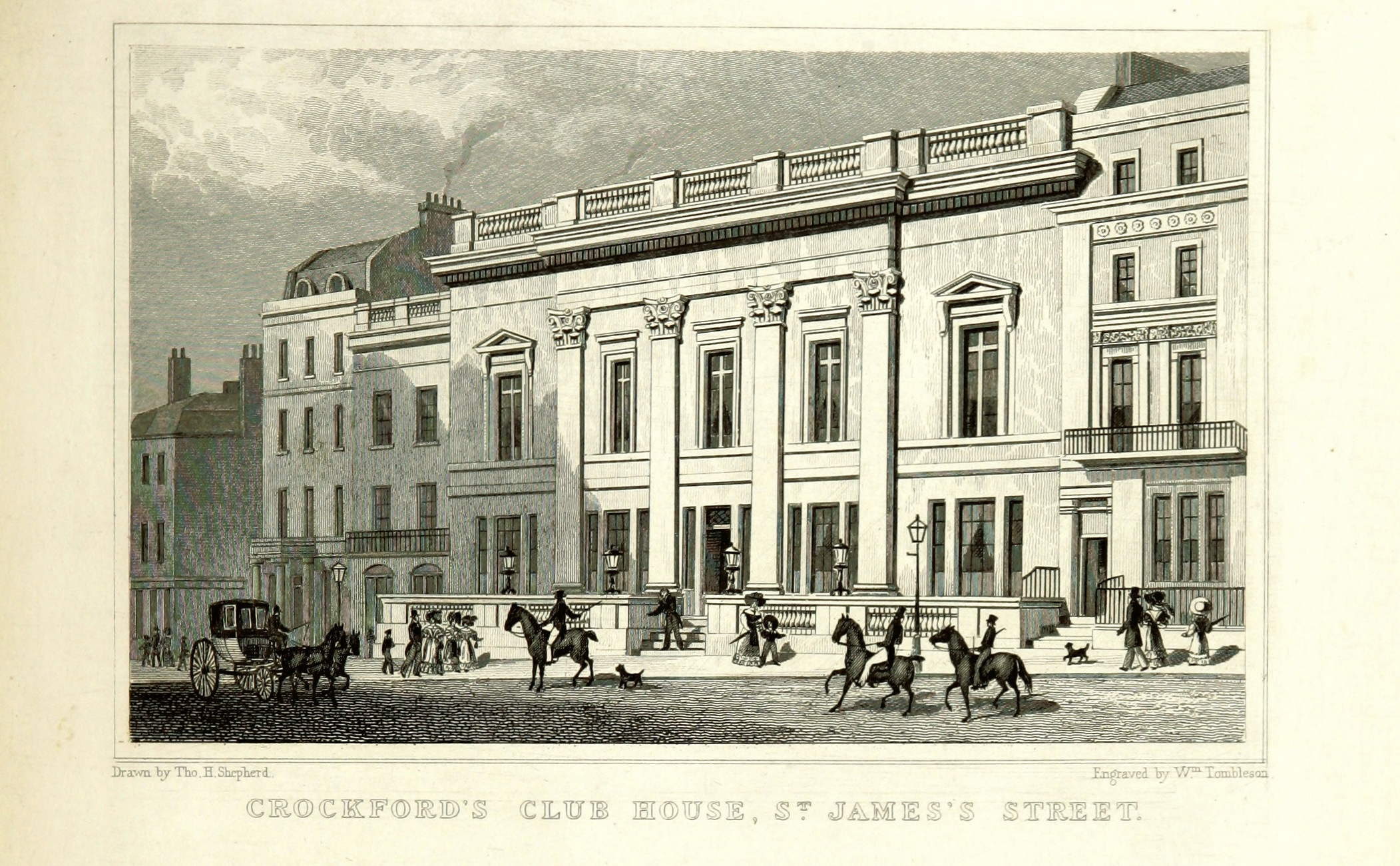
Club de jeu de William Crockford dans St James's Street (1828).

Né dans les bas quartiers de la capitale anglaise, William Crockford commence son existence dans une poissonnerie près de la porte de Temple Bar pour finir sa vie, fortune faite, dans la très aristocratique résidence de Carlton House Terrace à Londres.